# Le Silence et la Joie
Le Silence et la Joie est un roman de Jacques de Bourbon Busset publié en 1957 aux éditions Gallimard et ayant reçu le Grand prix du roman de l'Académie française la même année.

## Éditions
- Le Silence et la Joie, coll. « Blanche », éditions Gallimard, 1957[1].